# Старий Ягул
Старий Ягу́л (рос. Старый Ягул) — присілок в Кізнерському районі Удмуртії, Росія.
Населення становить 1 особа (2010, 3 у 2002).
Національний склад (2002):
- удмурти — 67 %
- ханти — 33 %